# Сурков, Пётр Николаевич
Пётр Николаевич Сурков (24.07.1915 — 12.01.1944) — советский офицер, участник Великой Отечественной войны, заместитель командира по политчасти 2-го батальона 212-го гвардейского стрелкового полка 75-й гвардейской стрелковой дивизии 30-го стрелкового корпуса 60-й армии Центрального фронта, гвардии старший лейтенант, Герой Советского Союза (1943).

## Биография
Родился 24 июля 1915 года в селе Ермаковское ныне Красноярского края. Окончил десятилетку, работал учителем в селе Разъезжее Красноярского края. Прошёл сочную службу в Красной Армии в 1937—1940 годах.
С началом войны призван в армию. Окончил полковую школу и курсы политсостава в 1942 году, военно-политическое училище в 1943 году.
Гвардии старший лейтенант Сурков П. Н. особо отличился при форсировании реки Днепр севернее Киева, в боях при захвате и удержании плацдарма в районе сёл Глебовка и Ясногородка (Вышгородский район Киевской области) на правом берегу Днепра осенью 1943 года. В представлении к награждению командир 212-го гвардейского стрелкового полка гвардии полковник Борисов М. С. написал:

Тов. Сурков смелый, инициативный и находчивый в бою политработник. Во время форсирования реки Днепр 24.9.1943 года проявил всё своё умение и командирскую находчивость. Вместе с первой группой десанта форсировал реку Днепр, где встретил вражеский пароход с баржей на буксире, под сильным пулемётным и миномётным огнём, который вёлся с парохода, т. Сурков руководил десантом по захвату парохода, в результате решительных и умелых действий пароход «Николаев», а также баржа, нагруженная инженерным имуществом, были захвачены в полной исправности вместе с двумя пленными из команды парохода.
Перейдя на правый берег Днепра т. Сурков вместе со своим отрядом обеспечил переправу для всего полка.
На протяжении сентября участвует в тяжёлых боях за удержание и расширение плацдарма.
Указом Президиума Верховного Совета СССР от 17 октября 1943 года за успешное форсировании реки Днепр севернее Киева, прочное закрепление плацдарма на западном берегу реки Днепр и проявленные при этом мужество и геройство гвардии старшему лейтенанту Суркову Петру Николаевичу присвоено звание Героя Советского Союза с вручением ордена Ленина и медали «Золотая Звезда».
Погиб 12 января 1944 года в боях за освобождение города Калинковичи Гомельской области. Похоронен в Калинковичах на братском кладбище советских воинов и партизан.

## Награды
- Медаль «Золотая Звезда» № 1570 Героя Советского Союза (17 октября 1943);
- орден Ленина.

## Память
- На родине Героя в селе Ермаковское Ермаковского района Красноярского края его именем названа улица.
- На здании школы в селе Разъезженском Красноярского края, где он работал учителем, установлена мемориальная доска.
- Именем П.Н. Суркова названа улица в городе Калинковичи Гомельской области Белоруссии.